# Rafael Bermejo Ceballos-Escalera
Rafael Bermejo y Ceballos-Escalera; (Soria, 3 de octubre de 1863-Madrid, 28 de enero de 1929). Jurista y político español, ocupó la presidencia del Tribunal Supremo entre 1926 y 1929.
Rafael Bermejo y Ceballos-Escalera ingresó en la carrera judicial en 1885. En 1908 fue nombrado presidente de la Audiencia Territorial de Valladolid y en 1910 ascendió a magistrado de la Sala de lo Civil del Tribunal Supremo. Fue trasladado como presidente de la recién creada Sala IV del tribunal mencionado y, suprimida ésta en 1923, pasó a ocupar la presidencia de la Sala de lo Civil. En diciembre de 1926 fue nombrado presidente del Tribunal Supremo y del Consejo Judicial.
Fue senador por Burgos durante varias legislaturas entre 1914 y 1923.
En 1928 le fue concedida la gran-cruz de la Real y Distinguida Orden Española de Carlos III.